# Антуанетта Саксен-Кобург-Заальфельдська
Антуанетта Ернестіна Амалія Саксен-Кобург-Заальфельдська (нім. Antoinette Ernestine Amalie von Sachsen-Coburg-Saalfeld, 28 серпня 1779 — 14 березня 1824) — принцеса Саксен-Кобург-Заальфельдська з Ернестинської лінії Веттінів, донька герцога Саксен-Кобург-Заальфельду Франца та графині Ройсс цу Еберсдорф Августи Кароліни, дружина герцога Вюртемберзького Александра. Після переходу чоловіка на службу до російського війська у 1800 році мешкала на території Російської імперії, де і померла.

## Біографія
Народилась 28 серпня 1779 року у Кобурзі. Була другою дитиною та другою донькою в родині спадкоємного принца Саксен-Кобург-Заальфельдського Франца та його другої дружини Августи Ройсс цу Еберсдорф. Мала старшу сестру Софію. Згодом сімейство поповнилося сімома молодшими дітьми, з яких вижили Юліана, Ернст, Фердинанд, Вікторія та Леопольд. Герцогством в цей час правив їхній дід Ернст Фрідріх.
Родина проживала як у Кобурзі, так і в Заальфельді. Від 1786 року основною резиденцією сімейства став Палац принца на Штайнгассе в Кобурзі, де вони мешкали до 1800 року. Всі діти отримали добру освіту.
У 1795 році на кобурзьких принцес звернув увагу російський генерал Андрій Якович Будберг, якого, з таємною місією знайти наречену для великого князя Костянтина, відрядила до Європи імператриця Катерина II. Йому вдалося вмовити спадкоємну принцесу Августу відвідати Петербург разом із трьома старшими доньками. У дорогу вирушили 12 серпня, прибули до Санкт-Петербургу 6 жовтня.
Красу принцес оцінив весь двір, включно з імператрицею. Графиня Головіна відмічала, що дівчата були сильно збентежені, але все-таки більш-менш володіли собою. За наречену Костянтин Павлович обрав Юліану.
Після оприлюднення вибору великого князя, 7 листопада, принцеса Августа із Софією та Антуанеттою у супроводженні Будберга від'їхали із Росії, отримавши у подарунок безліч діамантів та 160 000 рублів.
У 19-річному віці Антуанетта стала дружиною 27-річного герцога Вюртемберзького Александра. Весілля відбулося 17 листопада 1798 у Кобурзі. У подружжя народилося п'ятеро дітей. За словами прусської королеви Луїзи, Антуанетта могла мати ще одного сина, народженого поза шлюбом. Королева писала своєму братові Георгу 18 травня 1802 року: «Вюртемберзьке подружжя не розмовляє одне з одним вже два роки, але вона має дитину, і, звичайно, батьком є якийсь пан фон Гебель, канонік. Я знаю все це від герцога Веймарського, і це свята правда».

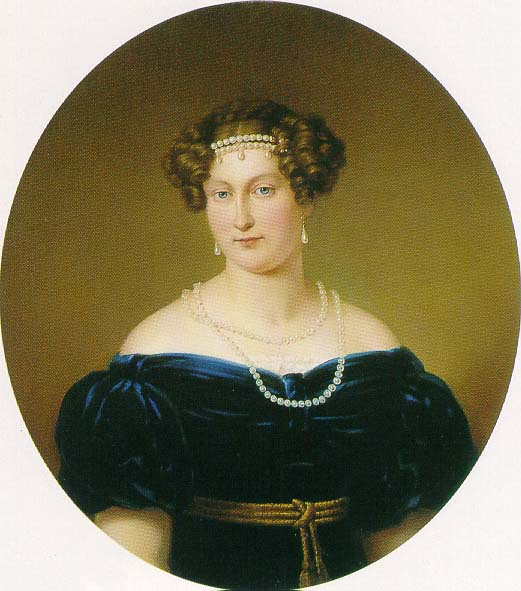
Портрет Антуанетти

Герцогиня турбувалася про виховання дітей, особисто підбираючи для них вчителів.
Після переходу Александра на російську службу у 1800 році, сімейство переїхало до Курляндії, де оселилося у подарованому імператором Павлом маєтку Ґрюнхоф. У тому ж році батько Антуанетти став правлячим герцогом Саксен-Кобург-Заальфельду. У 1811 році сім'я перебралася до Вітебська, оскільки голова родини був призначений Вітебським і Могилевським губернатором.
Герцогиня брала активну участь у житті імператорської сім'ї. Товаришувала з імператрицею Єлизаветою Олексіївною. У конфлікті сестри з її чоловіком великим князем підтримала останнього, назвавши сестру в одному із листів «ганьбою сім'ї».
Активно листувалася і з чоловіком, про що свідчать його численні листи, написані в період 1807—1817 років. Своє слабке здоров'я намагалася відновити на водах. У період 1819—1821 року Антуанетта разом із сім'єю здійснила тривалу подорож до Німеччини та Австрії. Вони відвідали Баден, Відень, Штутгарт та Мюнхен. Після повернення у 1821 році мешкала у Санкт-Петербурзі.
Раптово пішла з життя після двотижневої хвороби 14 березня 1824 року. Була похована у маєтку Ґрюнхоф в Курляндії. У 1851 році герцогиню перепоховали у князівській крипті замкової кірхи Фріденштайну у Готі.

## Нагороди
- Великий хрест ордену Святої Катерини (Російська імперія) (7 жовтня 1795).

## Родина

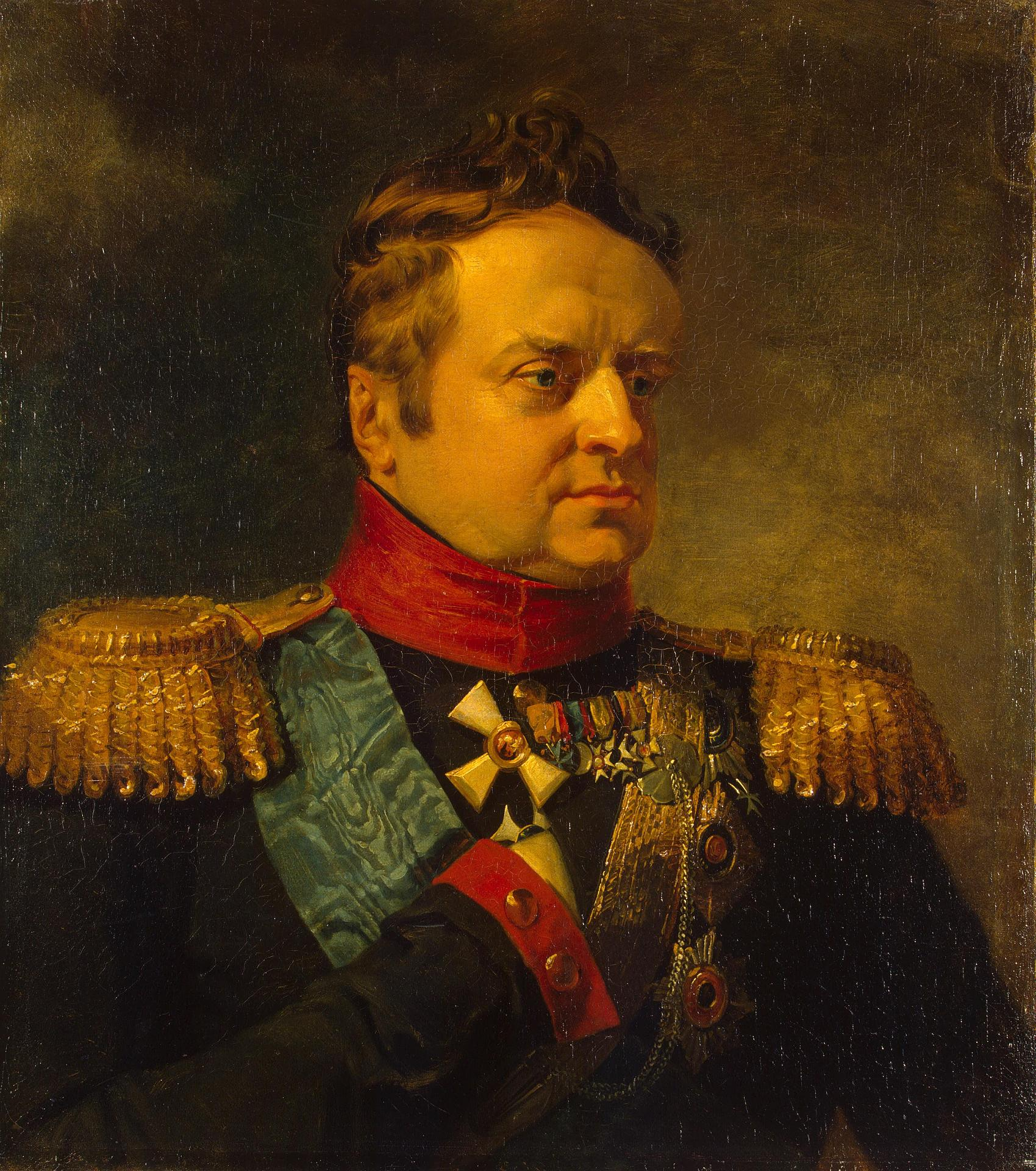
Портрет Александра Вюртемберзького пензля Джорджа Доу, до 1825, Військова галерея Ермітажу

Чоловік — Александр Вюртемберзький
Діти:
- Антуанетта Марія (1799—1860) — дружина герцога Саксен-Кобург-Готи Ернста I, дітей не мала;
- Пауль (1800—1802) — прожив 2 роки;
- Александр (1804—1881) — генерал-майор російської армії, був одружений з французькою принцесою Марією Орлеанською, після її смерті уклав морганатичний шлюб зі своєю управителькою Амалією Катариною Кірш, мав єдиного сина від першого шлюбу;
- Ернст (1807—1868) — генерал-майор російської армії, був морганатично одружений з оперною співачкою Наталією Ешборн, мав єдину доньку, його нащадки живі і донині;
- Фрідріх (1810—1815) — прожив 5 років.